# Премия Эвери Фишера
Премия Эвери Фишера (англ. Avery Fisher Prize) — награда, присуждаемая американским исполнителям академической музыки за выдающиеся заслуги. Основана в 1974 г. меценатом Эвери Фишером. Первоначально составляла 10 тысяч долларов США, в настоящее время до 75 тысяч. Премия может присуждаться ежегодно, но на практике награждение производится не каждый год. Помимо основной номинации, вручается ряд менее значительных наград — в частности, гранты талантливым молодым исполнителям, которые в разные годы получали, в частности, будущие лауреаты основной премии Надя Салерно-Зонненберг, Сара Чанг и Гил Шахам, а также такие музыканты, как Чи-Ён, Алессио Бакс, Лейла Йозефович, Игнат Солженицын.

## Лауреаты
- 1975: Мюррей Перайя, Линн Харрелл
- 1978: Йо-Йо-Ма
- 1979: Эмануэль Акс
- 1980: Ричард Гуд
- 1982: Орасио Гутьеррес
- 1983: Элмар Оливейра
- 1986: Ричард Штольцман
- 1988: Андре Уоттс
- 1991: Ефим Бронфман
- 1994: Гаррик Олссон
- 1999: Надя Салерно-Зонненберг, Памела Франк, Сара Чанг
- 2000: Эдгар Мейер, Давид Шифрин
- 2001: Мидори Гото
- 2005: Квартет имени Эмерсона
- 2007: Джошуа Белл
- 2008: Гил Шахам
- 2011: Кронос-квартет
- 2014: Джереми Денк
- 2017: Клэр Чейз
- 2018: Лейла Юзефович
- 2020: Энтони Макгилл